# 최진영 (시인)
최진영(崔珍瑛, 1990년 ~ )은 대한민국의 시인이다.

## 생애
1990년 2월 28일, 서울시 홍제동에서 태어났다. 학교는 속초에 있는 설악중학교, 속초고등학교를 졸업했으며 서울시인협회에서 발간하는 월간 문예지 <월간시>의 청년시인상을 통해 등단했다.

## 저작 목록

### 시집
모든 삶은 PK로 이루어져 있지(2021)

### 공저
남이 되어가는, 우리(2019)

### 동인시집
내 안에 하늘이 조금만 더 컸으면 해(2019)
아직은 투명한(2024)

### 웹소설
영혼이 보이기 시작했다(2019)
등단은 회귀전에 했습니다만?(2021)